# Hasselblad 500 EL/M
Le Hasselblad 500 EL/M est la version motorisée du Hasselblad 500 C/M, sortie en 1970 et fabriquée par la firme suédoise Hasselblad jusque 1984. Il s'agit d'un appareil photo argentique moyen format, capable de délivrer des photos au format 6x6 (56mm x 56mm) ou 645 (56mm x 41,5mm). Il succède au Hasselblad 500 EL.

## Histoire

Buzz Aldrin durant la mission Apollo 11, photo prise avec un Hasselblad Electric Camera.

Le Hasselblad 500 EL/M est connu pour être le premier appareil photo à être allé sur la Lune, par le biais de la mission Apollo 11. Il s'agissait en réalité d'une version modifiée du 500 EL (parce que le EL/M est sorti un an après la mission Apollo 11), mais cet appareil a grandement contribué à la notoriété de la marque, qui est, pendant longtemps, restée dans les principaux fournisseurs de la NASA. Le modèle utilisé sur la lune portait la dénomination "HEC" pour "Hasselblad Electric Camera". 

## Caractéristiques techniques
À l'instar des autres modèles du système V de chez Hasselblad, le 500 EL/M est un appareil photo entièrement modulable et personnalisable afin de rendre son utilisation la plus adaptée au photographe. 
Le Hasselblad 500 EL/M est en tous points similaire au 500 C/M, mais propose en plus une motorisation, qui permet l'avance automatique du film ainsi que l'armement de l'obturateur. Il est utilisable avec les mêmes objectifs, les mêmes dos (A12, 16 et A70, les nombres correspondent au nombre de vues que l'on peut faire) et les mêmes accessoires que celui-ci.